# Hermandad Franciscana de la Oración en el Huerto (San Cristóbal de La Laguna)
La Venerable Orden Tercera Franciscana y Hermandad Franciscana de la Oración en el Huerto es una hermandad de culto católico que tiene su sede canónica en el Convento de Santa Clara de Asís de la ciudad de San Cristóbal de La Laguna, en la isla de Tenerife, en la comunidad autónoma de Canarias (España).

## Historia
Esta Venerable Orden fue fundada el 25 de junio de 2003, por lo que es una de las más jóvenes hermandades de la ciudad. A pesar de esto, su origen se remonta al culto tributado a este episodio de la Pasión de Cristo desde el siglo XVII por la Orden Tercera, rama seglar de la Orden Franciscana.
Originalmente tenía su sede en el antiguo Convento de San Miguel de las Victorias, actual Real Santuario del Cristo de La Laguna. Posteriormente, en 1810 tras el incendio de este templo se cambió la sede al Convento de Santa Clara de Asís.

## Titulares
- Oración en el Huerto de los Olivos: La escultura del Señor fue realizada por el escultor grancanario José Luján Pérez en 1805 y sustituye a otra anterior. Las de los apóstoles fueron adquiridas en Génova y procesionadas por primera vez en 1768. El ángel fue tallado por Ezequiel de León en 1960.

## Salidas Procesionales
- Lunes Santo: A las 18:00 horas, procesión del Señor de la Oración en el Huerto de los Olivos.[2]

- Viernes Santo: A las 17:00 horas, Procesión Magna.[2]